# ハート・シェイプト・ボックス

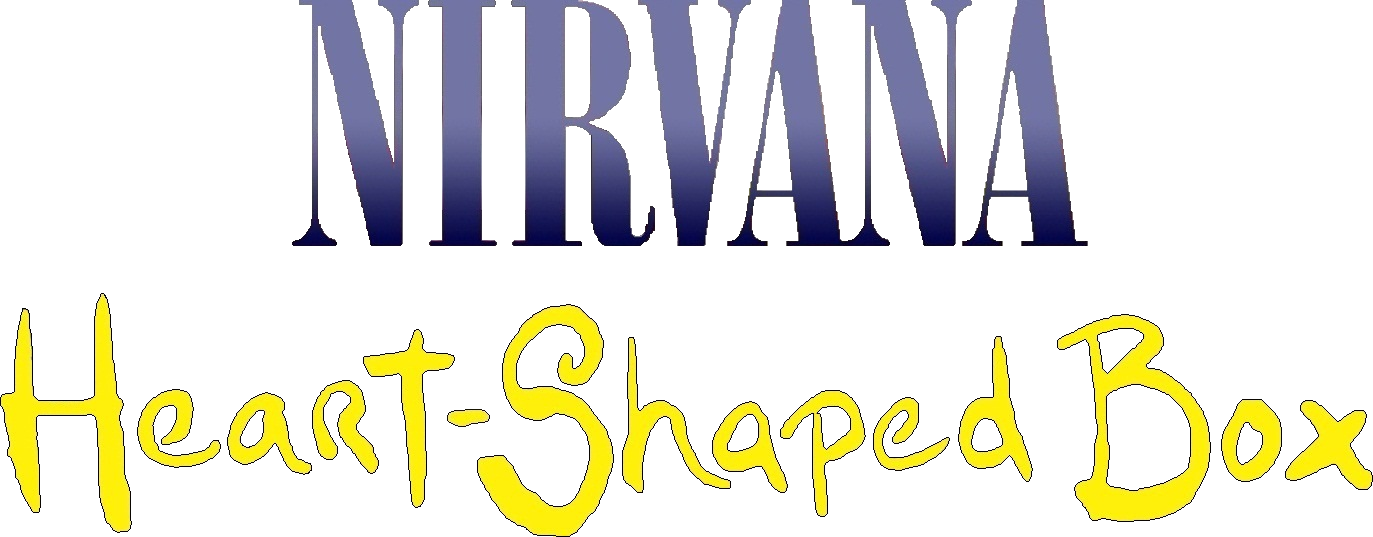
ロゴ

「ハート・シェイプト・ボックス」(Heart-Shaped Box)は1993年にアメリカのロックバンド、ニルヴァーナの楽曲。

## 背景
本作はカートが妻であるコートニー・ラヴにリフを書いて欲しいと依頼されたことから始まる。カートは5分くらいウォークイン型クローゼットの中でギターを爪弾きしていたという。ラヴがクローゼットをノックしたところ、「何だ」と言われ彼女が「そのリフ使うの？」と訊いたところ「うっせぇ！」と言って扉をまた閉めてしまったという。

## 歌詞
「Heart-Shaped Box」は「ハート型の箱」という意味であり、これはラヴが1990年、カートと出会ったときに磁器の人形や乾燥したバラなどのカートの興味を引くようなものが入って、彼女愛用の香水が撒かれたハート型の箱をコバーンに渡してほしいとデイヴ・グロールに渡したことがモデルとなっている。また、この曲の原題は「Heart-Shaped coffin」(ハート型の棺)だったが『イン・ユーテロ』の元の題名である「I hate myself and want to die」と同じくダークすぎるとして改題された。
カートは伝記作家のマイケル・アゼラッドに本作の歌詞はガンに苦しむ子供たちのドキュメンタリーに影響を受けたと明かしている。

## ミュージック・ビデオ
もとは「イン・ブルーム」と「カム・アズ・ユー・アー」のビデオを撮影したケヴィン・カースレイクが撮影する予定だったがラヴの提案でアントン・コービンが監督をすることとなった。
カートは、このビデオについて細かい構想をもっていた。その中には作家のウィリアム・S・バロウズを出演させるというものがあった。引用すると 「テーブル越しにウィリアムと俺が向かい合って座る（モノクロ）。背後の窓から目が眩むほどの太陽光が差し込み、テーブルの上で両手を組んだ2人が互いをじっと見つめる」ということである。しかしウィリアムに断られたという。
このビデオはメンバーが病院のベットのそばに座っており、ベットには痩せた老人が横渡っている。そこから場面が変わりカラフルな風景の中でサンタクロースの帽子を被った男が十字架にかけられている姿が映されている。
老人の役は前述の通り、ウィリアムに頼む予定だったが断られ、他の俳優を起用したが、その俳優は癌を患っており、撮影中に突然倒れて救急車を呼ぶこともあったという。
このビデオがニルヴァーナ最後のミュージック・ビデオとなった。しかし1994年の MTVビデオ・ミュージック・アワードのベスト・オルタナティブ・ビデオを受賞した。

## 収録曲
1. ハート・シェイプト・ボックス
2. ミルク・イット(LPバージョン)
『イン・ユーテロ』収録曲
3. マリゴールド

## 演奏
※出典
- カート・コバーン-ボーカル、ギター
- クリス・ノヴォセリック-ベース
- デイヴ・グロール-ドラム

## カバー
- ジャック・ホワイト-「Zepp Kuala Lumpur」でのライブでカバー[5]
- ラミン・ジャヴァディ-アルバム『 Westworld: Season 2』でカバー[6]

## チャート
| チャート (1992)  | 最高順位 |
| ---------------- | -------- |
| オランダ         | 36       |
| ベルギー         | 31       |
| オーストラリア   | 21       |
| ニュージーランド | 9        |

| チャート (1992)      | 最高順位 |
| -------------------- | -------- |
| フランス             | 37       |
| スウェーデン         | 16       |
| 全英シングルチャート | 5        |